# Rue Edmé-Frémy
La rue Edmé-Frémy est une voie du quartier des Chantiers de Versailles, en France.

## Situation et accès
La rue Edmé-Frémy débute au 41, rue de Vergennes et se termine 24, rue Jean-Mermoz. Elle est globalement parallèle à la rue des Chantiers voisine.

## Origine du nom
Elle porte le nom d'Edmé Frémy (1774-1866), pharmacien et chimiste, conseiller municipal de Versailles et conseiller général de Seine-et-Oise, père d'Edmond Frémy. Sans doute ce nom fut-il donné de par la présence à proximité de la source de Porchefontaine, dont le caractère ferrugineux a été constaté par Edmé Frémy.  

## Historique
La rue a été ouverte en 1893 et nommée l'année suivante.  Elle se situe à l'emplacement de l'ancien étang de Porchefontaine, desséché peu de temps avant la Révolution. Sur les bords de cet étang, du côté de l'avenue de Paris, se trouvait la ferme de Porchefontaine, dont la porte faisait face à une fontaine d'eau minérale dont les qualités ont été reconnues dès le 18e siècle — le docteur Bouillac, médecin des enfants de France, en conseilla l'usage aux filles du roi Louis XV, et ces eaux furent consommées de 1740 à 1785 environ. Edmé Frémy les analysa au début du 19e siècle et elles furent reconnues comme ferrugineuses, contenant « huit centigrammes par litre de carbonate de protoxyde de fer ». Cette source semble avoir disparu aujourd'hui. 

## Bâtiments remarquables et lieux de mémoire
- Au n° 16 se trouve l'école élémentaire Edmé-Frémy.